# Musik Jugoslawiens
Musik Jugoslawiens behandelt die Musik in Jugoslawien in der Zeit von 1918 bis 1992 und ist nach Musikstilen geordnet. Für die Zeit nach 1992 sowie regionale Volksmusik siehe die Artikel über die Nachfolgestaaten Jugoslawiens (bislang enthält nur der Artikel über Serbien einen Abschnitt über Musik) sowie speziell den Artikel über die Musik Kroatiens.

## Klassische Musik
Zu den bedeutenden klassischen Komponisten Jugoslawiens zählen Antun Dobronić (1878–1955), Petar Konjović (1883–1970), Stevan Hristić (1885–1958), Jakov Gotovac (1895–1982), Josip Štolcer-Slavenski (1896–1955), Mihovil Logar (1902–1998), Dragutin Čolić (1907–1987), Milan Ristić (1908–1982), Ljubica Marić (1909–2003), Vojislav Vučković (1910–1942) und Stanojlo Rajičić (1910–2000). Als wichtigster albanischsprachiger Komponist Jugoslawiens gilt Lorenc Antoni (1909–1991). Viele dieser Komponisten verarbeiten in ihren Werken Einflüsse aus der Volksmusik.

## Elektronische Musik
Das seit 1972 bestehende Elektronski studio Radio Beograda (Elektronisches Studio von Radio Belgrad) unter Leitung von Vladan Radovanović (* 1932) förderte die Entwicklung avantgardistischer elektronischer Musik. Weitere Komponisten, die sich mit elektronischer Musik beschäftigt haben, sind Aleksandar Obradović (1927–2001), Srđan Hofman (1944–2021) und Zoran Erić (1950–2024).
Ein Vertreter der Musique concrète ist Ivo Malec (1925–2019).

## Volksmusik / Volkstümliche Musik

### Musiker
Slavko Avsenik (1929–2015) war der kommerziell wohl erfolgreichste jugoslawische Musiker. Seine Oberkrainer-Musik ist vor allem im deutschsprachigen Raum sowie in Slowenien beliebt, im südlicheren Jugoslawien hingegen wenig bekannt.
Esma Redžepova (1943–2016) war eine der populärsten Vertreterinnen der Volksmusik des südlichen Jugoslawiens, die deutliche türkische Einflüsse aufweist (u. a. 7er-Rhythmen).
Janika Balázs (1925–1988) war ein berühmter Tamburica-Spieler.

### Festivals
Vor allem im südlichen Serbien und in Makedonien (sowie in Teilen Rumäniens und Bulgariens) ist Pleh muzika („Blechmusik“, wird auch als Balkan Brass bezeichnet) sehr beliebt. Das seit den 1960er Jahren jährlich in dem kleinen serbischen Dorf Guča stattfindende Trompetenfestival zieht zehntausende Fans an. In den 1960er und 1970er Jahren fand in Zagreb jährlich das „Smotra Folklora“ statt, auf dem die authentische Volksmusik aus allen Teilen Jugoslawiens zumeist von musikalischen Laien aufgeführt wurde.

## Populäre Musik (Schlager, Rock etc.)
Das deutsche Wort „Schlager“ ist als Fremdwort ins serbokroatische übernommen worden (šlager, in kyrillischer Schrift шлагер).

### 1918–1945
Vlaho Paljetak (1893–1944) war ein berühmter Sänger der 1930er Jahre, der auch selbst komponierte und textete.

### 1945–1968
Ivo Robić (1926–2000) war einer der bekanntesten jugoslawischen Schlagersänger. Ein Klassiker ist „Tata, kupi mi auto“ (Vati, kauf mir ein Auto), das er ca. 1958 im Duett mit Zdenka Vučković (* 1942) sang. In den 1960er Jahren sang er Stücke der deutschen Komponisten Bert Kaempfert und Peter Moesser in verschiedenen Sprachen, so z. B. „Rot ist der Wein“, „Dankeschön“ und „Morgen“ (jugoslawische Version: „Sutra“). Der jugoslawische Komponist Nikica Kalogjera (1930–2006) schrieb zahlreiche Schlager für Ivo Robić, Ivica Šerfezi (siehe unten) und viele andere.

#### Cover-Versionen westlicher Musik
Karlo Metikoš (1940–1991), der unter dem Namen Matt Collins auftrat, sang 1964 eine Coverversion von Buddy Hollys „Peggy Sue“.
Đorđe Marjanović (1931–2021) sang serbokroatische Versionen u. a. von „Natalie“ (Natali) von Gilbert Bécaud und „Milord“ von Édith Piaf, „Let's twist again“ (Igramo tvist) von Chubby Checker und „Ya Ya“ von Lee Dorsey (diese Aufnahme ist in dem Film „Underground“ zu hören), sowie zahlreiche von jugoslawischen Autoren geschriebene Schlager. Zlatko Golubović (* 1940) sang Coverversionen diverser französischsprachiger Chansons, die in Deutschland kaum bekannt sind und im Original u. a. von Salvatore Adamo stammen.
Von Nini Rossos Trompeten-Instrumentalstück „Il Silenzio“ (Die Stille) wurde eine Version mit serbokroatischen Text geschrieben (Tišina) und von Lola Novaković (1935–2016) gesungen.
Miki Jevremović (* 1941) coverte unter anderem „House of the rising sun“ (Kuća izlazećeg sunca), „California dreaming“ (Zbog Kaliforniju) von den Mamas and Papas, sowie „Mama“ (ursprünglich italienischer Schlager, auf Deutsch gesungen von Heintje).
Bijele Strijele (Weiße Pfeile) sangen einige frühe Stücke der Beatles mit serbokroatischem Text; auch eine ungewöhnliche Version von „Sealed with a Kiss“ (Rastanak) mit Kirchenorgel-Intro stammt von ihnen.
Tomislav Ivčić nahm außerdem viele französische und italienische Titel auf. (Tu t'en vas, Monia, L'été Indian, Unica Donna Per Me), übersetzte aber auch einige ins Serbokroatische, etwa Manuela, das ursprünglich von Julio Iglesias stammt. Zusammen mit Meri Cetinić sang er Gorka Rijeka (bitterer Fluss. vgl. Fiume amaro), das im Deutschen vor allem durch Vicky Leandros (Ich hab die Liebe geseh'n)  bekannt ist. Sein Titel Pjesma Medjugorja existiert auch in einer italienischen und einer englischen Variante 

Auch deutsche Musikstücke wurden ins Serbokroatische übersetzt: Die Band Roboti (Die Roboter) coverte Marmor, Stein und Eisen bricht (1965, Mramor kamen i željezo) von Drafi Deutscher, und Ivica Šerfezi (1935–2004), der später auch in der DDR (u. a. Meerblaue Augen wie die Adria, 1972) und in der UdSSR erfolgreich war, coverte „Schwarze Rose, Rosemarie“ (Original gesungen von Peter Kraus).

Die Band Žeteoci (Die Erntenden) bestand aus Theologiestudenten der Universität Zagreb, die mit Gitarre, Orgel, Bass und Schlagzeug zumeist aus Frankreich stammende Titel des Neuen Geistlichen Lieds coverten; nur ein Stück auf ihrer einzigen LP, nämlich „Prazan život“, war eine Eigenkomposition.

### 1968–1992
Das Jahr 1968 stellt insofern einen Einschnitt dar, als mit der Grupa 220 erstmals eine Band eine ganze LP – „Naši dani“ (Unsere Tage) – mit selbstkomponierter Beat-Musik veröffentlichte. Darauf war u. a. „Osmijeh“ (Lächeln), das wohl bekannteste Stück der Band. Die bis dato übliche Gewohnheit, westliche Musikstücke in serbokroatischer Sprache zu covern, ebbte in den Jahren 1968/1969 fast vollständig ab.
Ebenfalls 1968 hatten die Kameleoni (Chamäleons) einen Hit mit „Sjaj izgubljene ljubavi“ (Der Glanz der vergangenen Liebe); Die Band spielte in Boštjan Hladniks Film „Sončni krik“ mit. Obwohl die Band aus Koper (Slowenien) stammte, waren die Texte ihrer Lieder serbokroatisch, manchmal auch englisch. Neben den Eigenkompositionen gab es noch einige Coverversionen.
Josipa Lisac (* 1950) war Ende der 1960er Jahre Sängerin der Band Zlatni Akordi (Goldene Akkorde). Ab 1973 war sie mit Karlo Metikoš (siehe oben) liiert, der nun für ihre Soloalben komponierte und produzierte.
Die Band Bijelo dugme (Weißer Knopf) begann in den frühen 1970er Jahren mit Stücken wie „Selma“, die Einflüsse von Pink Floyd erkennen ließen, gingen aber in den 1980er Jahren immer mehr dazu über, Elemente der jugoslawischen Volksmusik zu integrieren (z. B. in „Đurđev dan“ (St. Georgs-Tag) und „Lipe cvatu“ (Die Linden blühen), das einen vor allem für serbische und makedonische Volksmusik typischen 7er-Rhythmus aufweist, sowie in „Hajdemo u planine“ (Gehen wir in die Berge) mit dem für kroatische Volksmusik typischen Sprechgesang). Gitarrist der Band und Komponist der meisten ihrer Stücke war Goran Bregović (* 1950), der auch die Filmmusik zu einigen Filmen von Emir Kusturica schrieb und viele Motive von Bijelo Dugme in seiner späteren Solokarriere weiterverwertete.
Die Gruppe Indexi schuf mit „Bacila je sve niz rijeku“ (Sie warf alles in den Fluss) einen der erfolgreichsten Titel der 1970er Jahre, der auch von mehreren anderen Bands aufgenommen wurde.
Weitere populäre Bands der 1970er und 1980er Jahre waren YU Grupa, Crvena Jabuka (Roter Apfel), Leb i Sol (Brot und Salz), Riblja čorba (Fischsuppe), Teška industrija (Schwerindustrie), die Heavy-Metal-Band Divlje Jagode (Wilde Erdbeeren) und Azra. Der Gitarrist von Riblja čorba, Momčilo Bajagić, gründete 1984 die bis heute erfolgreiche Band Bajaga i Instruktori. Arsen Dedić (1938–2015) gehört zu den erfolgreichen Schlagersängern der 1970er Jahre, arbeitete aber z. B. auch mit der Grupa 220 (siehe oben) zusammen.
In den 1970er und 1980er Jahren gab es in Jugoslawien zahlreiche Bands, die dem New Wave (serbokroatisch: Novi talas, slowenisch Novi val, mazedonisch: Nov bran) zugerechnet wurden, z. B. Šarlo akrobata („Charles der Akrobat“, d. h. Charlie Chaplin), Laboratorija zvuka (Klanglabor), Film, Haustor und Lačni Franz (Der hungrige Franz). Als Wegbereiter des jugoslawischen New Wave gilt die Progressive-Rock-Band Buldožer (Planierraupe). Die Band Šarlo akrobata existierte nur in den Jahren 1980/81, aus ihr gingen die Bands Ekatarina Velika (Katharina die Große) und Disciplina kičme (Disziplin der Wirbelsäule) hervor, die sich jedoch musikalisch vom New Wave in Richtung Rock entfernten.
Die bekanntesten Punkbands Jugoslawiens waren die Pankrti (Bastarde), Pekinška patka (Pekingente) und KUD Idijoti (GKK-Idijoten, die Abkürzung steht für Gesellschaft für Kultur und Kunst, das Wort Idijoti ist absichtlich falsch geschrieben). Zwischen Punk und New Wave bewegte sich die Band Električni orgazam (Elektrischer Orgasmus).
Im weiteren Umfeld des Punk entwickelte sich ein als Novi primitivizam (Neuer Primitivismus) bekannter Musikstil, als dessen wichtigster Vertreter die Band Zabranjeno pušenje (Rauchen verboten) gilt, bei denen zeitweise der Filmregisseur Emir Kusturica mitspielte. Die Bandmitglieder „Dr. Nele Karajlić“ (* 1962, eigentlich Nenad Janković) und sein Bruder Dražen Janković spielten ab 1984 in der Comedyserie „Top lista nadrealista“ (Hitparade der Surrealisten) bei TV Sarajevo.
Die Band Laibach (österreichische Bezeichnung der slowenischen Hauptstadt Ljubljana) ist Teil des Gesamtkunstprojektes, das – tatsächlich in deutschen Worten – „Neue Slowenische Kunst“ heißt. Viele ihrer Stücke verbinden Rockmusik und Marschmusik in langsamem Tempo und mit hämmerndem monotonen Rhythmus. Durch deutschsprachige, wörtlich übersetzte Coverversionen z. B. des österreichischen Bierzeltschlagers „Life is Life“ (Leben heißt Leben) von der Gruppe Opus oder von „One Vison“ (Geburt einer Nation) von Queen machen Laibach auf die in den englischen Texten verborgenen faschistoiden Phrasen aufmerksam.
Mizar war eine Dark-Wave-Band der 1980er Jahre.
Zdravko Čolić (* 1951) sang in den 1970er Jahren zahlreiche Schlager und vertrat mit „Gori vatra“ (Feuer brennt) Jugoslawien 1973 beim Grand Prix (siehe unten). Er sang auch patriotische Volkslieder wie „Jugoslavijo“ (Jugoslawien) und „Druže Tito, mi ti se kunemo“ (Genosse Tito, wir geloben Dir).
Der bekannteste jugoslawische Liedermacher ist Đorđe Balašević (1953–2021).
Ab Ende der 1970er Jahre wurden wieder Cover-Versionen internationaler Hits in serbokroatischer Sprache aufgenommen, so coverte z. B. Tereza Kesovija (* 1938) Hits von ABBA, unter anderem „The winner takes it all“ (Tko gubi, gubi sve).
Die unter ihrem Künstlernamen Lepa Brena („schöne Brena“) auftretende Fahreta Jahić (* 1960) war in den 1980er Jahren mit ihrer Mischung aus Pop und Balkan-Folklore die erfolgreichste Sängerin Jugoslawiens. Aus ihrem Musikstil entwickelte sich ohne ihr Zutun in den 1990er Jahren der Turbo-Folk, eine schnelle, aggressive Variante des Folklore-Pops, deren Popularität von vielen Autoren im Zusammenhang mit dem damals aufkommenden Nationalismus gesehen wird.
Die Teilung Jugoslawiens 1991/1992 hatte auch die Teilung einiger Bands zur Folge, wobei oft beide Teile den bisherigen Namen weiterverwendeten (das bekannteste Beispiel hierfür ist Zabranjeno pušenje, siehe oben).
Die Entwicklung der albanischsprachigen Musik im Kosovo und in den albanischsprachigen Teilen Mazedoniens war weitgehend abgeschnitten sowohl von der Entwicklung der Musik in Albanien als auch im übrigen Jugoslawien, von dem Künstler wie Nexhmije Pagarusha (1933–2020) allerdings Einflüsse übernahmen, ohne selbst auf die serbokroatische Musik bedeutend zu wirken. Eine Ausnahme bildete hier der Chansonier Gazmend Pallaska (* 1955). Eine albanische Post-Punk-Band der 80er Jahre ist Gjurmët, die internationale musikalische Einflüsse mit dem Kontext nationalistischer albanischer Bestrebungen im Kosovo verband.

### Jugoslawien als Teilnehmer des Eurovision Song Contest
Dank der Beliebtheit des Eurovision Song Contest in Jugoslawien konnte der einheimische Vorentscheid Jugovizija immer wieder mit populären Interpreten aufwarten, so zum Beispiel Bebi Dol, Lepa Brena, Neda Ukraden, Tereza Kesovija oder Oliver Dragojević. 1967 traten die Dubrovački Trubaduri (Troubadure aus Dubrovnik) mit Jedan dan (Ein Tag) nur mit zwei ihrer Mitglieder auf, weil damals Gruppen über zwei Personen nicht zugelassen waren. Trotz der schlechten Platzierung  seines Beitrags Gori vatra (Das Feuer lodert) 1973 gehört der Titel zu den beliebtesten des Sängers Zdravko Čolić. Belegten die jugoslawischen Beiträge in den ersten Jahrzehnten zumeist hintere Plätze, verliefen die 1980er Jahre erfolgreicher: 1989 konnte die Band Riva mit dem Titel Rock me sogar den Grand Prix gewinnen, sodass der folgende Wettbewerb am 5. Mai 1990 in Zagreb ausgetragen wurde. Paradoxerweise war Rock me in Jugoslawien selbst wenig erfolgreich.

### Musicals
Einige international bekannte Musicals wurden in Belgrad in serbokroatischer Sprache aufgeführt, unter anderem 1969 „Kosa“ (Hair) und wenige Jahre später „Isus Krist Superstar“ (Jesus Christ Superstar), wo Zlatko Golubović (siehe oben) mitwirkte.
Von Milan Grgić (1939–1997) und Alfo Kabiljo (* 1935) stammen mehrere Musicals, unter anderem das erste jugoslawische Musical Velika trka (1969), sowie Jalta, Jalta (1971, eine deutschsprachige Version wurde 2004 in Wien aufgeführt).
1975 wurde die jugoslawische Rockoper Gubec-beg von Karlo Metikoš (siehe oben) und Ivica Krajač (1938–2024) aufgeführt, in der Josipa Lisac (siehe oben) mitwirkte.

### Plattenlabel
In der Zeit vor dem Zweiten Weltkrieg gab es in Jugoslawien die Plattenlabel Edison-Bell-Penkala und Elektroton.
Die beiden wichtigsten Plattenlabel in der SFR Jugoslawien waren Jugoton (in Zagreb) und PGP-RTB (Produkcija Gramofonskih Ploča Radiotelevizije Beograd, Schallplattenproduktion des Belgrader Rundfunks). Auch der Radiosender Ljubljana betrieb ein eigenes Plattenlabel namens ZKP RTLJ (Založba Kaset in Plošč Radio-Televizije Ljubljana). Weitere Label waren Diskos, Studio B, bd (beograd disk), Suzy, diskoton, Helidon, JugoDisk und Sarajevo Disk.

## Jugoslawische Musiker, die überwiegend im Ausland bekannt sind
Dunja Rajter (* 1941) begann ihre Karriere als Schauspielerin und Sängerin noch in Jugoslawien, ist aber wohl in Deutschland, wo sie seit langem lebt, wesentlich bekannter als dort. Ihre erste für den deutschen Markt produzierte LP hieß „Lieder aus Jugoslawien“.
Bata Illic (* 1939), der in den 1970er Jahren in der BRD mit Schlagern wie „Michaela“ erfolgreich war, ist in Jugoslawien völlig unbekannt. Einen Bezug zum Balkan hat die LP „Slawische Träume“ (1975), auf der neben „Einsamer Sonntag“, einer deutschen Cover-Version des aus Ungarn stammenden Schlagers „Szomoru Vasarnap“ (bekannt in der US-amerikanischen Version „Gloomy Sunday“ mit Billie Holiday), auch einen Schnellkurs der jugoslawischen [sic!] Sprache in Form des Schlagers „Da Da Da“ enthalten ist.
Ibo (1961–2000) hatte in den 1980er Jahren mit deutschsprachigen Schlagern Erfolg.
Petar „Radi“ Radenković (* 1934), der in den 1960er Jahren Torhüter des Fußballvereins TSV 1860 München war, nahm einige Musikstücke auf, von denen „Bin i Radi, bin i König“ am erfolgreichsten war.
Gojko Mitić (* 1940) wirkte als Schauspieler in zahlreichen DEFA-Filmen in der DDR mit (er spielte überwiegend Indianer in Western). In diesem Kontext entstanden auch Musik-Aufnahmen wie z. B. „Löscht das Feuer!“.
Ljupka Dimitrovska (1946–2016, die Ehefrau von Nikica Kalogjera, siehe oben) und Ivica Šerfezi (siehe oben) waren sowohl in Jugoslawien als auch in der DDR erfolgreich (zunächst unabhängig voneinander, später sangen sie in beiden Ländern oft im Duett). Šerfezi nahm auch in der Sowjetunion Platten auf.
Der Jazztrompeter Duško Gojković (1931–2023), der seit den 1950er Jahren in Deutschland lebt, hat mit vielen deutschen und US-amerikanischen Jazzmusikern zusammengearbeitet und zahlreiche Stücke komponiert.
Sowohl in Jugoslawien als auch im Ausland erfolgreich waren die oben erwähnten Ivo Robić und Slavko Avsenik. Die Gruppe Laibach hat im deutschsprachigen Raum eine kleine Fangemeinde. Ivo Malec war lange in Frankreich tätig, Tereza Kesovija lebte ebenfalls in Frankreich und nahm dort Platten auf.

## Ausländische Musik in Jugoslawien
Der deutsche Schlager „Lili Marleen“ wurde weltbekannt, nachdem der deutsche Soldatensender Belgrad ihn während der Kriegsjahre 1941–1944 täglich spielte.
Im Gegensatz zu den Staaten des Ostblocks war im blockfreien Jugoslawien seit den 1950er Jahren westliche Musik häufig im Radio zu hören und problemlos auf Schallplatte zu bekommen. In den 1960er Jahren nahmen zahlreiche jugoslawische Interpreten serbokroatische Coverversionen westlicher Rockmusik-Stücke auf (siehe oben).

## Musikzeitschriften
Für den Bereich der klassischen und der folkloristischen Musik gab es seit 1955 die Zeitschrift Zvuk (Klang), für die populäre Musik die Zeitschrift Džuboks (Jukebox, 1966–1985) und Ritam (Rhythmus, ab 1989).